# 中央區 (神戶市)
中央区（日语：／ Chūō ku */?）是日本兵庫縣神戶市的行政區之一，位處神戶市中心，神戶的交通中樞與主要商業街區三宮即位於此，此外亦有不少觀光景點位於區內，神戶機場與神戶港西側大部分港區也劃歸該區。

## 歷史
在19世紀末為日本首批對外國開放貿易的地區，曾設有外國人居留地，在當時有許多外國領事館設於此，但現多已遷移至大阪，僅剩巴拿馬及韓國在中央區設置駐神戶的總領事館。
現在的中央區範圍在1896年神戶市最初設立分區時分屬葺合區、湊東區和神戶區三個區，1945年神戶市重編行政區時，廢除了湊東區和神戶區，改設立生田區；1980年葺合區與生田區合併為現在的中央區。

## 交通

### 機場
- 神戶機場

### 鐵路
- 西日本旅客鐵道（JR西日本）
  - 山陽新幹線：新神戶站
  - 東海道本線、山陽本線（JR神戶線）：三之宮車站 - 元町車站 - 神戶車站
- 阪急電鐵
  - 神戶本線：春日野道車站 - 三宮車站
  - 神戶高速線：三宮車站 - 花隈車站 - 高速神戶車站
- 阪神電氣鐵道
  - 阪神本線：春日野道車站 - 三宮車站 - 元町車站
  - 神戶高速線：元町車站 - 西元町車站 - 高速神戶車站
- 神戶市營地下鐵
  - 北神線：新神戶車站
  - 西神·山手線：新神戶車站 - 三宮車站 - 縣廳前車站 - 大倉山車站
  - 海岸線：三宮·花時計前車站 – 舊居留地·大丸前車站 – 港元町車站 – 海港園地車站
- 神戶新交通
  - 港灣人工島線（港灣快車）：三宮車站 - 貿易中心車站 – 客運港車站 – 中公園車站 – 港島車站 – 市民廣場車站（日语：市民広場駅） – 醫療中心車站 – 計算科學中心站 – 神戶機場車站、市民廣場車站 – 南公園車站 – 中埠頭車站 – 北埠頭車站 - 中公園車站（全線區內）

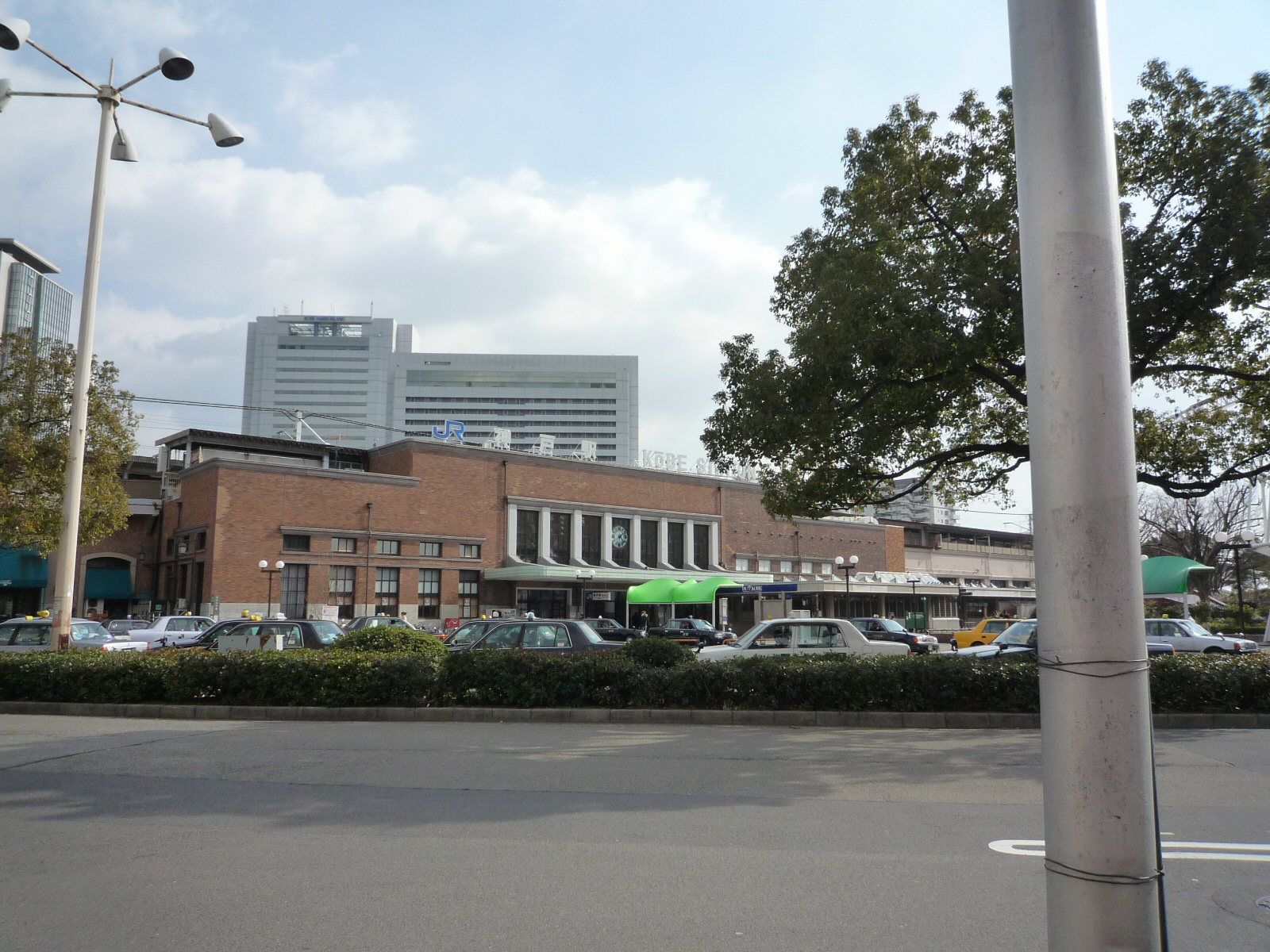
JR神戶車站
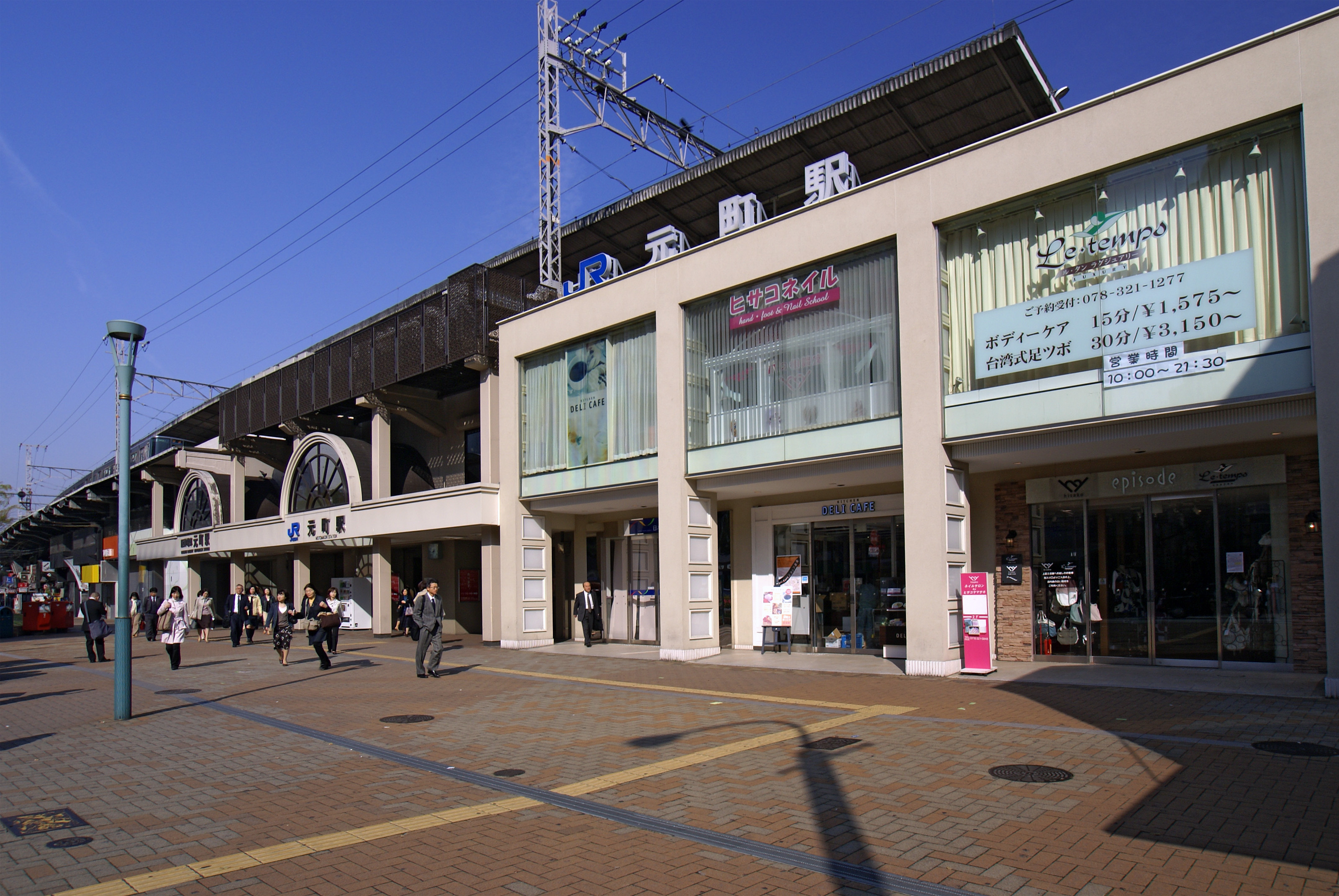
JR元町車站
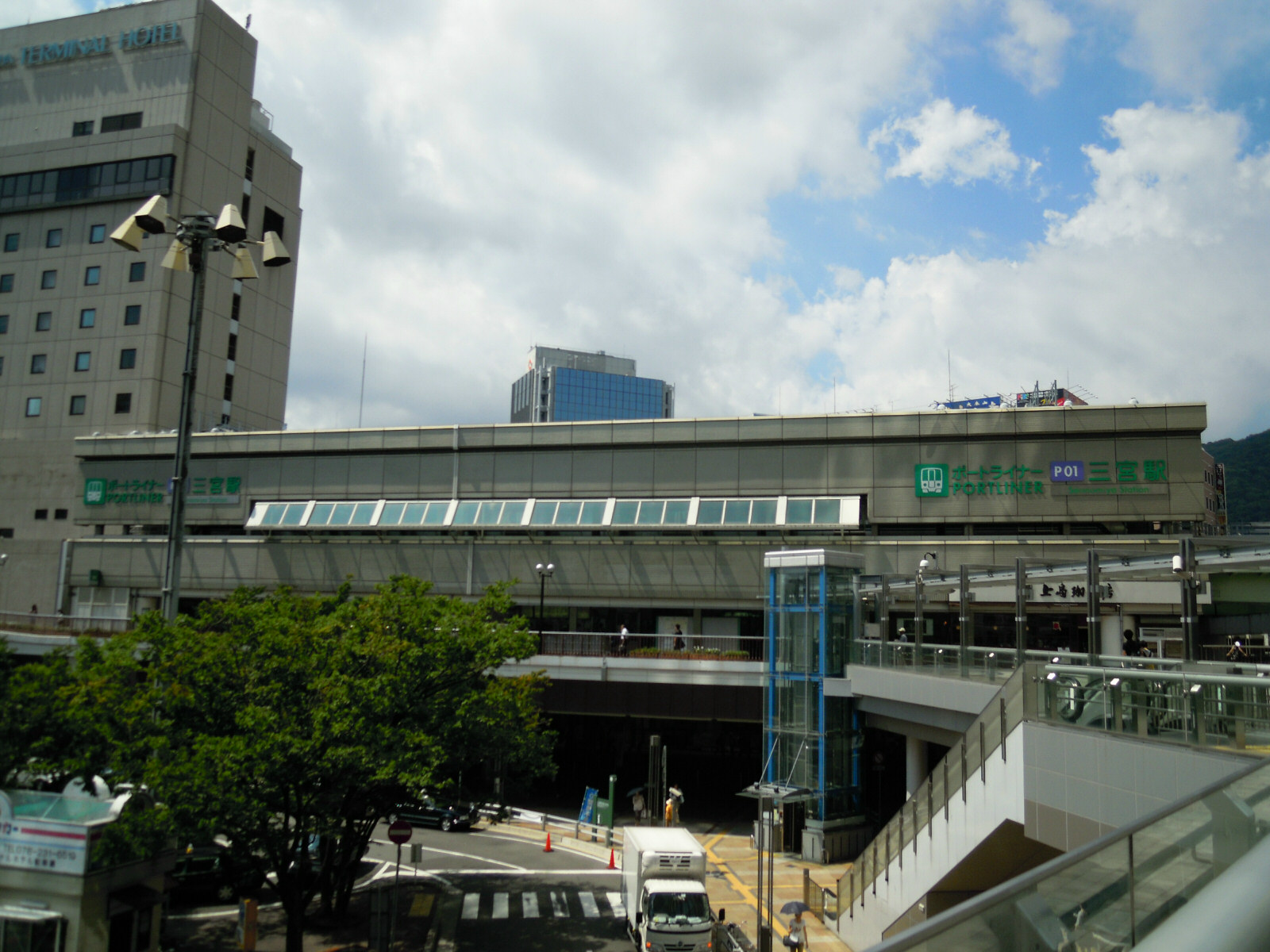
三宮車站

### 道路
阪神高速道路
- 3號神戶線

一般國道
- 國道2號
  - 濱手繞道
- 國道28號
- 國道171號（區內2號重複）
- 國道174號 - 日本最短的國道
- 國道428號

## 觀光資源

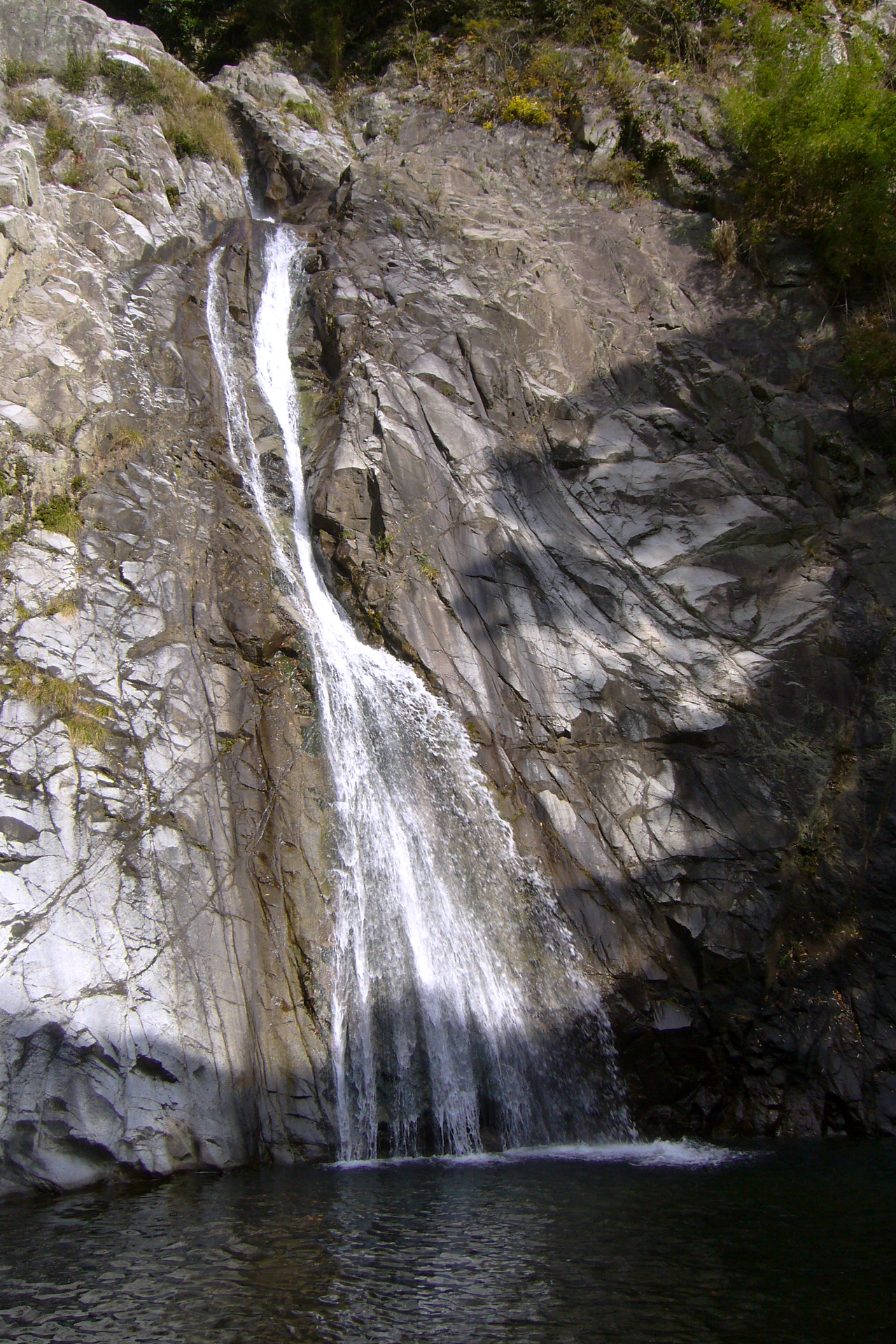
布引瀑布

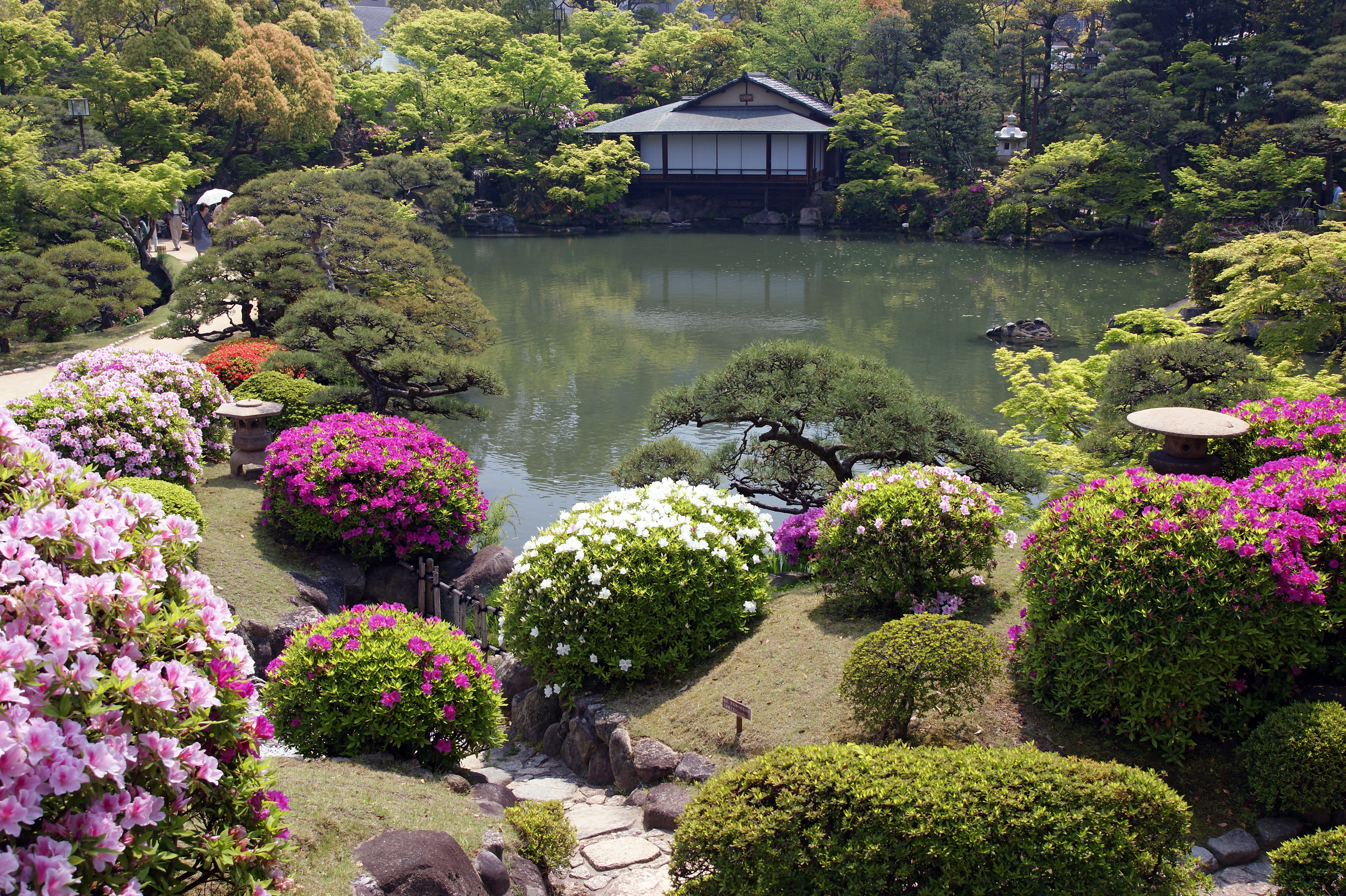
相樂園

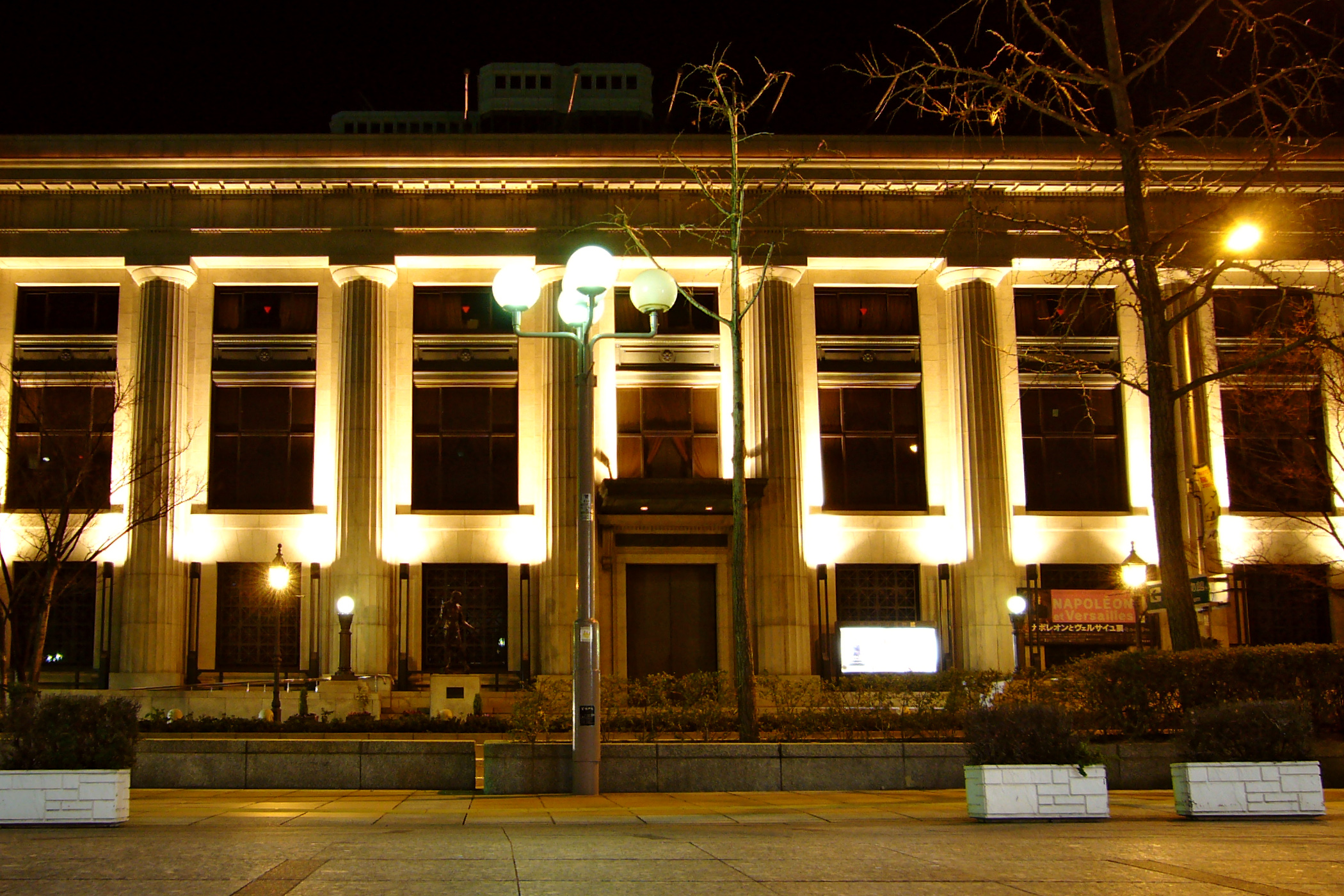
神戶市立博物館

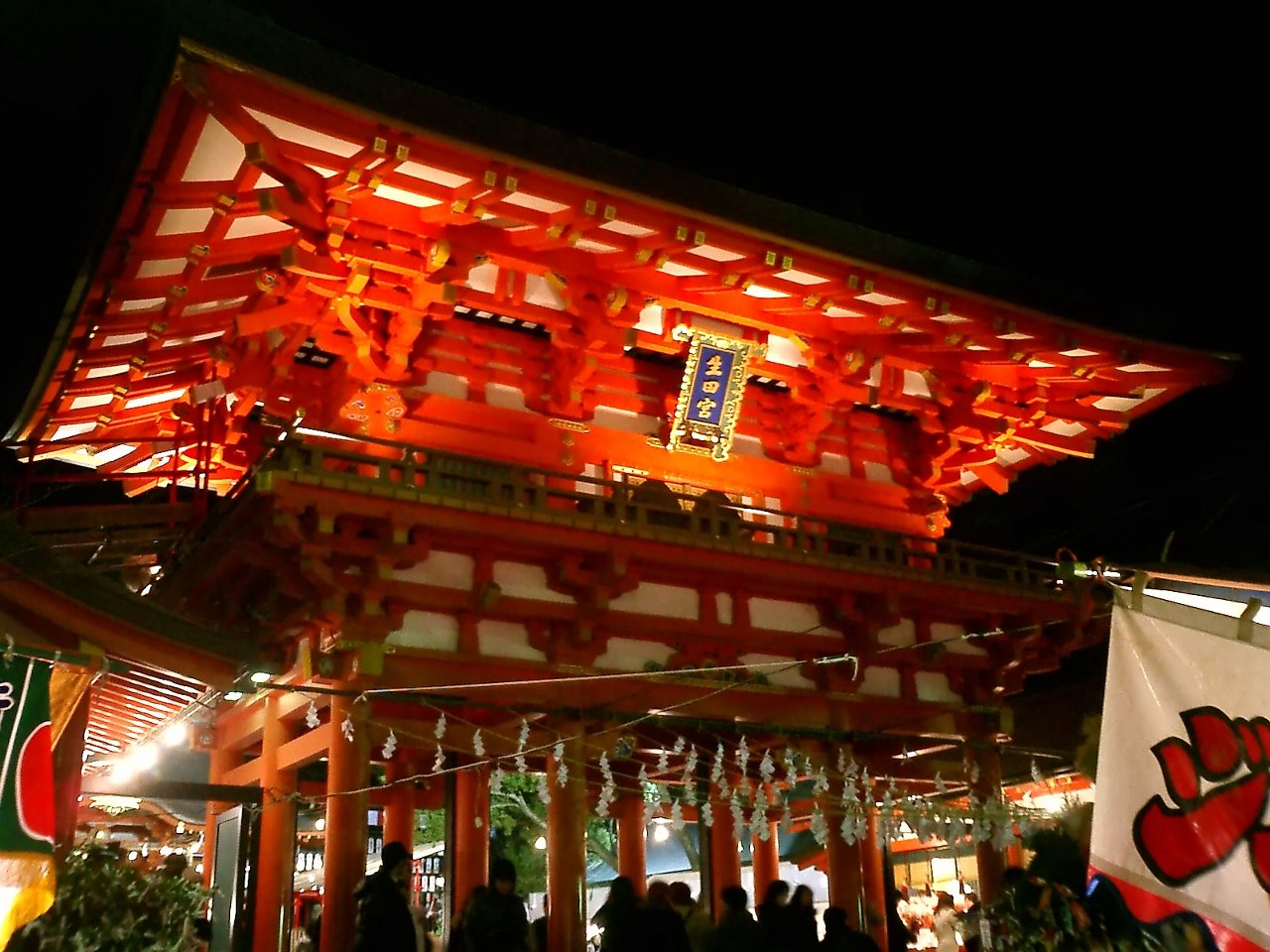
生田神社

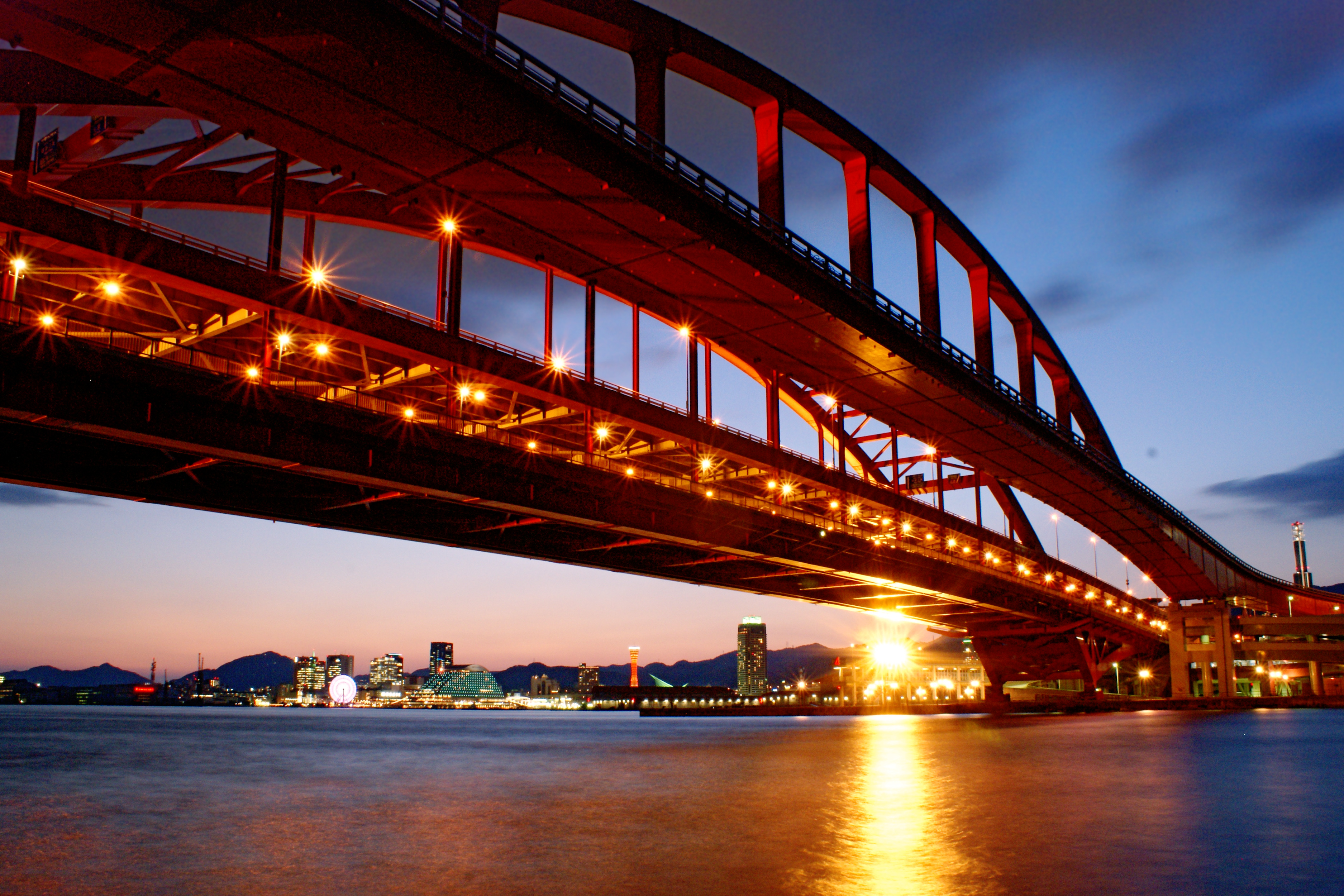
神戶大橋

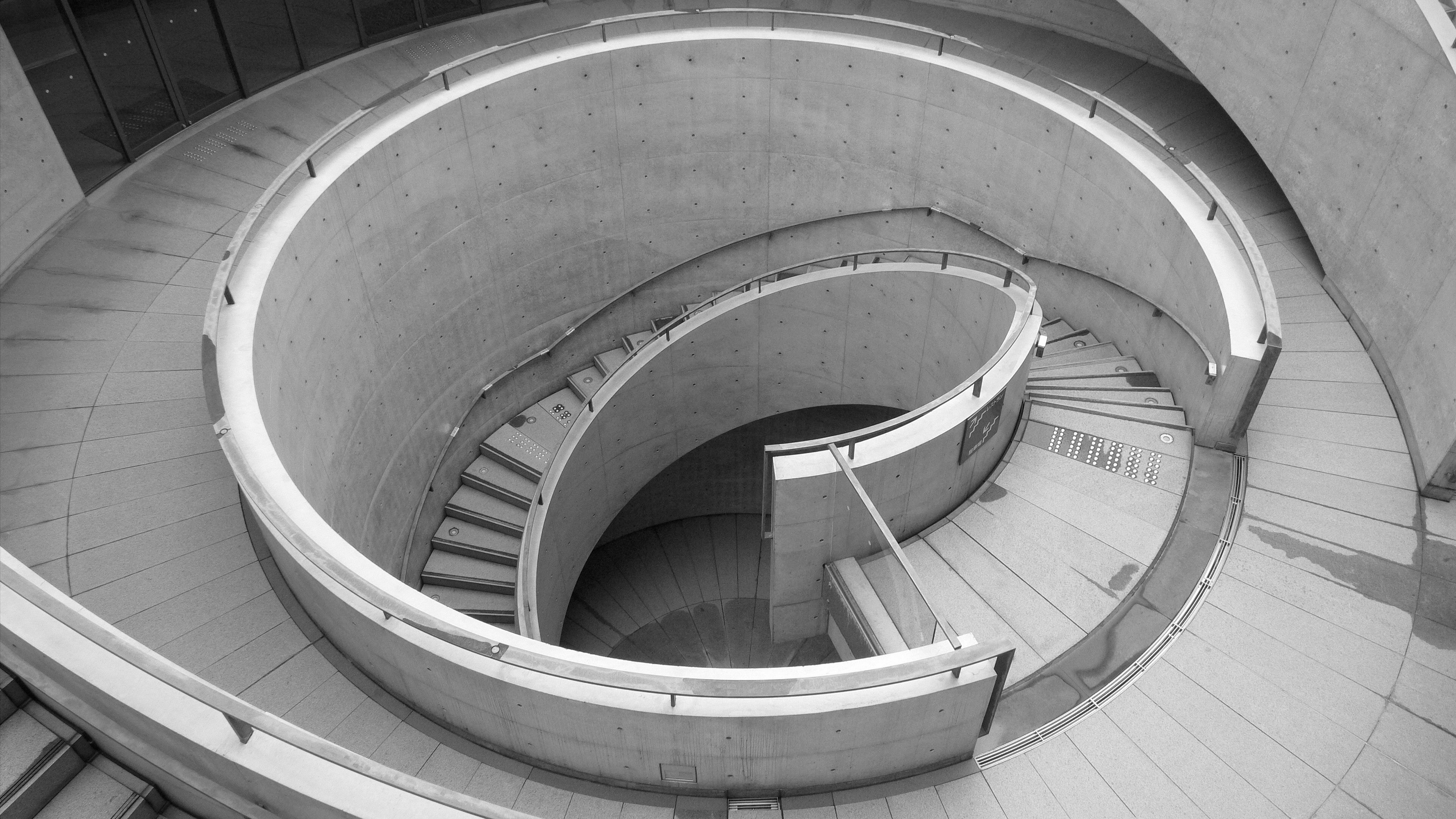
兵庫縣立美術館

六甲山地
- 布引五本松水壩（日语：布引五本松ダム）（重要文化財）
- 布引瀑布（日语：布引の滝）
- 布引香草園
- 金星橋
- 諏訪山公園（日语：諏訪山公園）
- 再度公園（日语：再度公園）
- 大龍寺（日语：大龍寺 (神戸市)）
- 德光院（徳光院市民公園）
- 諏訪神社（日语：諏訪神社 (神戸市中央区)）
- 再度山（日语：再度山）、再度公園（日语：再度公園）（國家名勝）
- 瀧山城（日语：滝山城 (摂津国)）

神戶港
- 神戶臨海樂園（日语：神戸ハーバーランド）
  - 煉瓦倉庫餐飲街（日语：煉瓦倉庫レストラン街）
  - 旧神戸港信号所（日语：旧神戸港信号所）
- 美利堅公園、中突堤（日语：中突堤）
  - 神戶港塔
  - 神戶海洋博物館
  - Fish Dance（日语：フィッシュ・ダンス）
  - 波止場町TEN×TEN（日语：波止場町TEN×TEN）
- 新港（日语：新港 (神戸市)）
  - 神户税关
  - 旧国立生丝检查所
  - 舊神戶市立生糸檢查所（日语：旧神戸市立生糸検査所）
  - 新港貿易會館（日语：新港貿易会館）

北野町山本通、中山手通
- 風見雞館（重要文化財）
- 萌黃之館（重要文化財）
- 舒埃凯馆
- 班之家
- 莱茵馆
- Catherine Andersen館（日语：旧キャセリン・アンダーセン邸）
- 北野物语馆
- 神戶清真寺
- 相乐园
- 旧哈萨姆住宅 （重要文化財）
- 旧小寺家厩舍 （重要文化財）
- 船屋形（重要文化財）
- 關帝廟（日语：関帝廟_(神戸市)）
- 魚鱗之家
- 神戶北野美術館
- 洋馆长屋
- 山手八番馆

舊居留地
- 神戶市立博物館
- 舊居留地十五番館（重要文化財）
- 東遊園地（日语：東遊園地）
- 舊居留地38番館（日语：旧居留地38番館）
- 商船三井大樓

三宮
- 三宮神社（日语：三宮神社 (神戸市)）
- 生田神社
- 旧神户联合教会

元町、南京町
- 兵库县公馆
- 日本基督教团神户教会
- 日本基督教团神户荣光教会
- 神戶華僑歴史博物館（日语：神戸華僑歴史博物館）
- 神戶娃娃博物館（日语：神戸ドールミュージアム）
- 本願寺神戶別院（日语：本願寺神戸別院）
- 走水神社（日语：走水神社 (神戸市)）
- 花隈城（日语：花隈城）

神戶車站周邊
- 舊三菱銀行神戶支店
- 湊川神社
- 廣嚴寺（日语：広厳寺）
- 八宮神社（日语：八宮神社 (神戸市)）

## 学校
- 神户中华同文学校